# 贝宁国旗
贝宁国旗（法語：Drapeau du Bénin）由一块位於左方的綠色長方形、一块位於右上方的黃色長方形和一块位於右下方的紅色長方形組成的横竖混排三色旗，是一面泛非颜色旗帜。
該旗于1959年首次启用，以取代殖民地時期使用的法國國旗，並隨後于1960年成為當時達荷美共和國的官方旗幟。1975年，馬蒂厄·克雷庫領導的新政权贝宁人民共和国改變國旗图案，改為一面綠色背景，左上角有一颗红星的苏联风格旗幟。1989年發生的東歐劇變使克雷庫政權陷入崩潰，該政府于1990年改国号为贝宁共和国，重新使用15年前弃用的三色國旗。

## 歷史

貝寧人民共和國於1975年至1990年期間採用的國旗。

貝寧人民革命黨黨旗

在法國殖民達荷美期間，由於巴黎政府擔心當地擁有一面能夠代表自己的殖民地旗幟會增加民族主義思想並引致隨後的獨立要求，因此執政當局一直禁止這種行為發生。但是隨著二战后非洲各地的去殖民化運動陆续不斷，法國政府最終於1958年12月4日正式容許達荷美成為法蘭西共同體內一個擁有有限自治權的自治共和國，新成立的自治政府不久後便開始启用一面新國旗。
新旗幟于1959年11月16日採用，並於1960年8月1日達荷美共和国獨立日上正式成為該國國旗。
1972年，达荷美發生军人政變，與馬克思列寧主義原則結合並由馬蒂厄·克雷庫領導的新政府為了紀念這次革命轉變，便於1975年決定把國名更改為贝宁人民共和国以及採用一面配有紅色五角星並以綠色為背景的苏联风格國旗。红色象征社会主义，绿色代表以农业为主的贝宁经济，五角星代表全体贝宁人民在贝宁人民革命党的领导下，团结一致建设社会主义新国家。但是這面新国旗並沒有任何法律上的正式記載，所以他只是一面事實上的貝寧國旗。
隨後，由於贝宁在1980年代末期發生經濟危機，以及東歐劇變使其头号支持者蘇聯國力嚴重削弱，克雷庫政權最終於1990年陷入崩潰，同年8月1日，贝宁人民共和国更名为贝宁共和国，重新啟用原达荷美綠黃紅三色旗为国旗，并一直沿用至今。

## 象徵意義
貝寧國旗上的三种顏色包含有多层意義。首先於國家層面上，黃色與綠色間接提到位於該國北方的熱帶草原以及位於南方的棕櫚樹林，而紅色則象徵著為達荷美民眾为反抗殖民主义统治者而付出的鮮血与牺牲。其次在非洲層面上，黃色、綠色和紅色不但為代表著泛非洲主義運動的泛非顏色，也是西非知名政党非洲民主聯盟（Rassemblement Démocratique Africain）的代表顏色，該政黨於法國殖民非洲時期則曾在法國國民議會為法屬西非黑人民众的利益發聲。另一方面，這三種顏色也與埃塞俄比亞國旗上的顏色相同，而埃塞俄比亞是19世纪未20世纪初欧洲列强瓜分非洲時，仅有的两个长期維持獨立主权的非洲國家之一（另一個國家為利比里亞），包括贝宁在内的众多非洲国家出于对埃塞俄比亚保持非洲荣光的敬意，在国旗设计上效仿了埃塞俄比亚的红黄绿三色组合。

## 外部連結
- 世界旗帜网（FOTW）的貝寧國旗資訊